# Schoenobius terreus
Schoenobius terreus là một loài bướm đêm trong họ Crambidae.